# محافظة غرب بوميرانيا

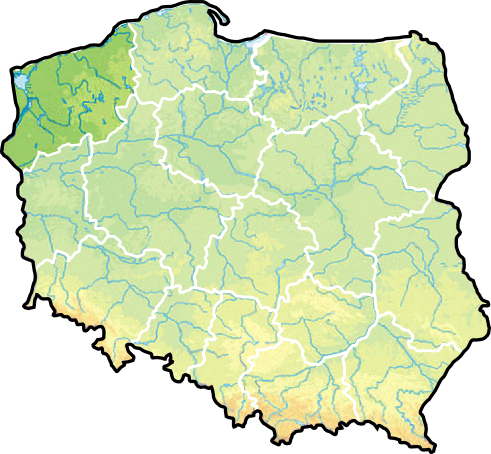
موقع محافظة غرب بوميرانيا غي خارطة بولندا

محافظة غرب بوميرانيا (باللغة البولندية województwo zachodniopomorskie) هي واحدة من 16 محافظة من محافظات بولندا التي استحدثت بعد التقسيم الإداري للبلاد سنة 1998.
تقع المحافظة في أقصى الشمال الغربي لبولندا على الحدود مع ألمانيا، بحيث يحدها من الشرق محافظة بوميرانيا ومن الجنوب الشرقي محافظة بولندا الكبرى ومن الجنوب محافظة لوبوسكي، ومن الغرب ولايتي مكلنبورغ فوربومرن وبراندنبورغ، ومن الشمال بحر البلطيق. أكبر مدن هذه المحافظة هي مدينة شتتين.

## اقرأ أيضاً
- محافظات بولندا